# فرج‌الله رسائی
فرج‌الله رسائی (زاده ۱۲۸۷ بندر انزلی – درگذشته ۱۱ آذر ۱۳۸۱) دریابد ارتش شاهنشاهی ایران بود، که در فاصله سال‌های ۱۳۳۹ تا ۱۳۵۱ فرماندهی نیروی دریایی شاهنشاهی ایران را برعهده داشت.
وی پس از بازنشستگی از نیروی دریایی در سال ۱۳۵۱ به عنوان سناتور انتصابی تهران به مجلس سنای ایران راه یافت. فرج‌الله رسایی تنها دریابد تاریخ نیروی دریایی ارتش (معادل ارتشبد در نیروهای زمینی و هوایی) از بدو تأسیس این نیرو تاکنون بوده‌است.

## زندگی

دریابد فرج‌الله رسائی

استقبال شیخ محمد القاسمی، حاکم شارجه از دریابُد فرج‌الله رسایی و دیگر فرماندهان نیروی دریایی ایران در ناو آرتمیز در روز بازگشت جزایر تنب و ابوموسی به ایران - آذر ۱۳۵۰

### تحصیلات
وی دوران تحصیل ابتدایی را در گیلان و تحصیلات متوسطه را در دارالفنون به پایان رسانید. در سال ۱۳۰۸ به عنوان دانشجوی افسری وارد نیروی دریایی ایران گردید.
رسائی همراه گروه دیگری از افسران جوان برای تحصیل به ایتالیا اعزام شد و پس از پایان تحصیل در آکادمی نیروی دریایی ایتالیا همراه ناوهای خریداری شدهٔ ایران به خلیج فارس رسید و در مراسم رسمی تأسیس نیروی دریایی ایران در حضور رضاشاه شرکت داشت و با درجهٔ ناوبان (ستوان) دومی به خدمت در نیروی دریایی ایران وارد شد.

### خدمات نظامی
در وقایع شهریور ماه ۱۳۲۰ که متفقین ایران را اشغال کرده و به نیروی دریایی ایران صدمهٔ فراوان زدند، گروهی از افسران نیروی دریایی ایران را بازداشت کردند که ناوسروان (سروان) رسائی جزو آنان بود که پس از مدت کوتاهی از اسارت متفقین درآمد و ریاست دایرهٔ بررسی مطبوعات رکن دوم ستاد ارتش را عهده‌دار شد که به خاطر همین سمت در جلسات مجلس (لژ مطبوعات) شرکت می‌کرد. وقتی رسائی به درجهٔ ناخدا یکمی (سرهنگی) رسید، فرماندار نظامی آبادان خلع ید شد و ضمناً سمت فرمانداری نظامی خرمشهر را هم بر عهده داشت. در همان سال فرمانده نیروی دریایی جنوب شد. رسائی در سال ۱۳۳۸ به درجهٔ دریاداری (سرتیپی) رسید و رئیس ادارهٔ کل نظام وظیفه شد.

### ساواک
رسائی از بدو تأسیس ساواک مأمور به خدمت در این سازمان شده و به عنوان رئیس اداره کل هفتم ساواک تا سال ۱۳۳۹ و برگشت به نیروی دریایی در این مجموعه فعالیت داشت.

### فرماندهی نیروی دریایی
رسائی بعداً به درجهٔ دریابانی (سرلشکری) رسید و در سال ۱۳۳۹ فرمانده نیروی دریایی ایران شد و مدت دوازده سال در این سمت قرار داشت که درجات دریاسالاری (سپهبدی) و دریابدی نیز در این سمت به او داده شد که معادل ارتشبدی می‌باشد و یکی از ۱۸ تن امرای ارتش ایران می‌باشد که به این درجه رسیده‌اند. دریابد رسائی در تیر ماه سال ۱۳۵۱ از خدمت در ارتش بازنشسته شد و عباس رمزی عطایی با درجهٔ دریاداری جانشین او شد.

### برکناری و بازنشستگی
وقتی گروهی از افراد نیروی دریایی در یکی از جزایر خلیج فارس دچار بی غذایی شده و سرنشینان کشتی‌های خارجی به کمک آن‌ها رسیدند، دستور داده شد که افسران قدیمی نیروی دریایی بازنشسته شده و از افسران تحصیل‌کردهٔ جوان استفاده گردد و درجات موقت به آن‌ها داده شود. بازنشسته شدن دریابد رسائی و انتصاب عباس رمزی عطایی به‌دنبال همین جریان روی داد.

### سناتوری انتصابی
پس از استعفای مهرانگیز منوچهریان از سمت سناتور انتصابی تهران جای خالی او به رسائی داده شد. دریابد رسائی در ۶۲ سالگی در سال ۱۳۵۱ از خدمت در ارتش بازنشسته و تا پیروزی انقلاب ۱۳۵۷ در مجلس سنا عضویت داشت او بعد از انقلاب از کشور خارج و در آمریکا اقامت گزید.

## زندگی شخصی
فرج‌الله رسائی با فریده رسائی ازدواج کرد و سه فرزند دختر به نام‌های رسا، رؤیا و رعنا دارند که هر سه در خارج از ایران اقامت دارند. فرج‌الله رسائی، در ۹۳ سالگی در آذر ماه سال ۱۳۸۱ در آمریکا درگذشت.